# Ранча Крстић
Ранча Крстић (1825 — 1878) је био први кмет пиротске општине.

## Биографија
Рођен је у селу Градашница близу Пирота 1825. године. 1839. године се са породицом преселио у Пирот.
1857. године постаје члан Црквеног одбора у Пироту која је била саставни део Тефтера нишавске митрополије.
Ранча се залагао за отварање читаонице у Пироту те се организовао са неколицином људи те се он сматра и оснивачем читаонице.
Пре рата, Ранча је послат 1976. године на турске територије како би прикупљао информације о броју људи, оружју које имају као и о распореду људи.
Учестовао је у првом рату са Турском у књажевачкој бригади. После неуспеха у овом рату, Крстић се поново ставио на располагање војсци. Поново се нашао у улози човека који је контактирао са српским становништвом и њиховим вођама у ондашњој Турској те је био принуђен на честа путовања.
Када је 1877. године српска војска кренула по други пут у борбу, Ранча се нашао у одељењу које се кретало у правцу Пирота. Иако су та насељена места била пуна сиротиње, Ранча је увек налазио хране за војску.
После успешне борбе за Белу Паланку, Крстић је организовао грађане да помогну борцима и сместе их у својим кућама.
Учестовао је у борби на Лајићевом брду код Суводола 15. децембра и као преживели се вратио у Пирот. После борбе је сместио цели корпусни штаб код свог брата Цеке.
При ослобођењу Пирота и уласку српске војске, Ранча је постављен за првог кмета пиротске општине због свог залагања и борбености.
17. децембра после ослобођења је Ранча дошао у сукоб са бугарским егзархијским свештеником Евстатијем, који је заступао интересе Бугара у пиротском крају. Како је Ранча хтео да напише поздравно писмо Књазу Милану и да је потпише свештенство, владика је хтео да он то уради те је одбио да Ранча адресира писмо. На крају, бугарски владика није ни потписао већ су само остали свештеници то урадили.
Умро је 16. фебруара 1878. године након болести.